# Halimocnemis sclerosperma
Halimocnemis sclerosperma är en amarantväxtart som först beskrevs av Pall., och fick sitt nu gällande namn av Carl Anton von Meyer. Halimocnemis sclerosperma ingår i släktet Halimocnemis och familjen amarantväxter. Inga underarter finns listade i Catalogue of Life.